# Neerlando-americano
Neerlando-americano (popularmente denominado holando-americano) é um americano que possui  ascendentes neerlandeses. Também são consideradas neerlando-americanas as pessoas nascidas nos Países Baixos mas radicadas nos Estados Unidos da América. Os neerlandeses foram uns dos primeiros europeus a chegar no Novo Mundo. Os primeiros colonos neerlandeses chegaram em 1614 e fundaram um número de vilas e uma cidade chamada Nova Amsterdã(o), que se tornaria a futura metrópolis mundial de Nova Iorque. De acordo com uma pesquisa, mais de cinco milhões de estadunidenses possui ascendência  neerlandesa. A maioria dos  neerlando-americanos residem na Califórnia, em Nova Iorque, no Michigan e na Pensilvânia.